# Eupithecia anactoria
Euphitecia anactoria es una especie de polilla de la familia Geometridae. La especie fue descrita por primera vez por Claude Herbulot habiendo sido descrita en 1987, con distribución en Ecuador. El holotipo de la especie fue descrita en las proximidades de la carretera Catamayo-Pinas a aproximadamente 1950 metros (6397,6 pies).